# Phthiracarus tristis
Phthiracarus tristis är en kvalsterart som beskrevs av Sandór Mahunka och Giulio Paoletti 1984. Phthiracarus tristis ingår i släktet Phthiracarus och familjen Phthiracaridae. Inga underarter finns listade i Catalogue of Life.